# Parafia św. Wilhelma w Grovely
Parafia św. Wilhelma w Grovely – parafia rzymskokatolicka, należąca do archidiecezji Brisbane.
Przy parafii funkcjonuje katolicka szkoła podstawowa św. Wilhelma, oraz katolicka szkoła podstawowa św. Andrzeja.